# Stepan (Ort)
Stepan (ukrainisch und russisch Степань; polnisch Stepań) ist eine Siedlung städtischen Typs in der westukrainischen Oblast Riwne mit etwa 4000 Einwohnern. Sie liegt am Fluss Horyn, etwa 39 Kilometer südwestlich der Rajonshauptstadt Sarny und 57 Kilometer nördlich Oblasthauptstadt Riwne.

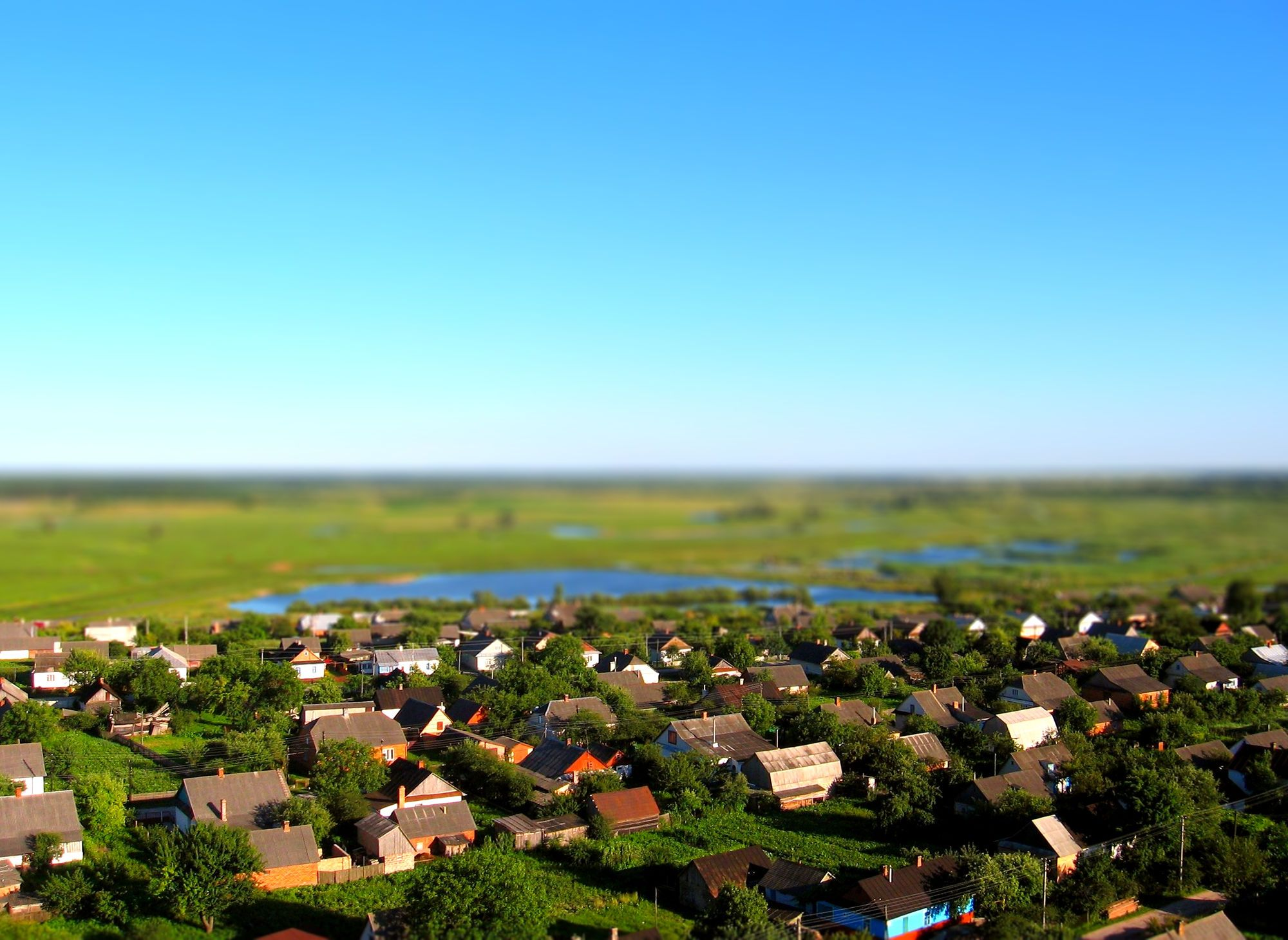
Panoramablick auf den Ort

## Geschichte
Der Ort wurde 1290 gegründet und lag bis 1795 als Teil der Adelsrepublik Polen-Litauen in der Woiwodschaft Wolhynien. Danach kam es zum neugegründeten Gouvernement Wolhynien als Teil des Russischen Reiches.
Nach dem Ende des Ersten Weltkrieges wurde der Ort ein Teil der Zweiten Polnischen Republik (Woiwodschaft Wolhynien, Powiat Kostopol (ab 1925)/Powiat Równe (bis 1925), Gmina Stepań), nach dem Ausbruch des Zweiten Weltkrieges wurde das Gebiet durch die Sowjetunion und ab 1941 durch Deutschland besetzt, 1945 kam es endgültig zur Sowjetunion und wurde in die Ukrainische SSR eingegliedert. Seit 1960 hat der Ort den Status einer Siedlung städtischen Typs, 1991 kam die Siedlung zur neu entstandenen Ukraine.

## Verwaltungsgliederung
Am 9. Oktober 2018 wurde die Siedlung zum Zentrum der neugegründeten Siedlungsgemeinde Stepan (Степанська селищна громада/Stepanska selyschtschna hromada). Zu dieser zählen auch noch die 9 in der untenstehenden Tabelle aufgelisteten Dörfer, bis dahin bildete die Siedlung zusammen mit den Dörfern Dwirez, Hruschiwka, Kalyniwka, Melnyzja und Trudy die gleichnamige Siedlungsratsgemeinde Stepan (Степанська селищна рада/Stepanska selyschtschna rada) im Südwesten des Rajons Sarny.
Folgende Orte sind neben dem Hauptort Stepan Teil der Gemeinde:
| Name                     | Name       | Name                   | Name              | Name |
| ukrainisch transkribiert | ukrainisch | russisch               | polnisch          |      |
| ------------------------ | ---------- | ---------------------- | ----------------- | ---- |
| Dwirez                   | Двірець    | Дворец (Dworez)        | Dworzec           |      |
| Hruschiwka               | Грушівка   | Грушевка (Gruschewka)  | Żulnia            |      |
| Jablunka                 | Яблунька   | Яблонька (Jablonka)    | Jabłonka          |      |
| Kalyniwka                | Калинівка  | Калиновка (Kalinowka)  | Kolonja           |      |
| Kusmiwka                 | Кузьмівка  | Кузьмовка (Kusmowka)   | Kazimirka         |      |
| Melnyzja                 | Мельниця   | Мельница (Melniza)     | Mielnica          |      |
| Pidhirnyk                | Підгірник  | Подгорняк (Podgornjak) | Podhurnik         |      |
| Trudy                    | Труди      | Труды                  | Trudy             |      |
| Woloscha                 | Волоша     | Волоша                 | Wołszowa, Wołosza |      |